# Strömsholmsåsen
Strömsholmsåsen (oftast kallad Kolbäcksåsen, även Hällbyåsen, Tumboåsen eller Hornsåsen på sina olika delsträckor) är en rullstensås i Svealand.
Åsen sträcker sig från Södermanland via Hällbybrunn, Tumbo, Borgåsund, Strömsholm utefter Kolbäcksån till sjön Åmänningen söder om Fagersta.
Åsen är rik på fornlämningar. Vid Horn, ett par km söder om Borgåsund, finns Hornsåsens gravfält. 
Kyrkbyåsen är ett naturreservat i Kolbäck.